# 國際非暴力日

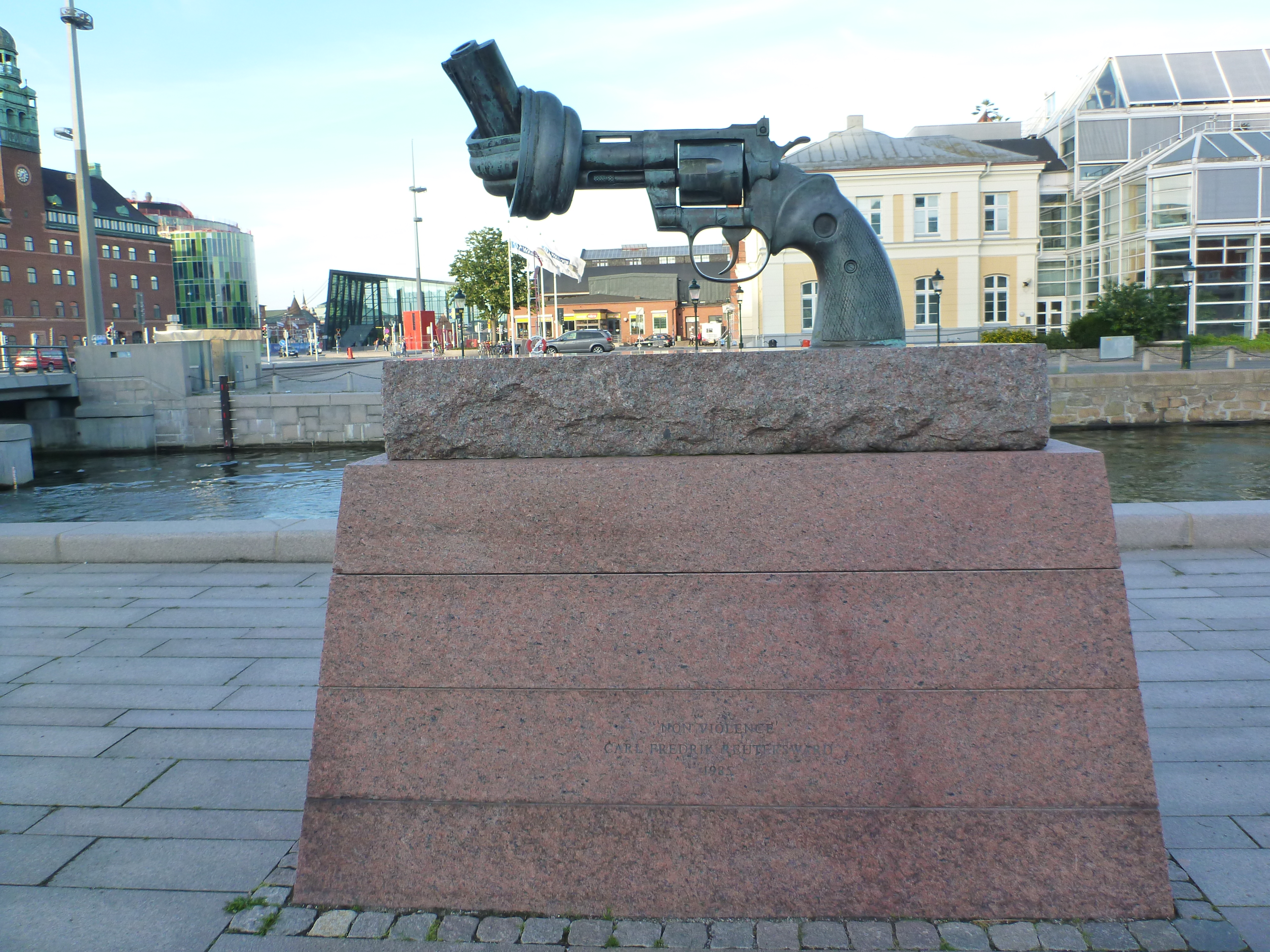
瑞典马尔默的纪念雕像

國際非暴力日即每年10月2日，圣雄甘地的生日。
2007年联合国大会通過決議以圣雄甘地的生日訂立為國際非暴力日。目的是希望各國反對任何的暴力行為。

## 外部連結
- （中文）联大2007年6月27日通过第A/RES/61/271号决议 （页面存档备份，存于）